# Ганев, Михаил
Михаи́л Пе́тров Га́нев (болг. Михаил Петров Ганев; род. 5 января 1985 года, Златарица, Великотырновская область, Народная Республика Болгария) — болгарский борец вольного стиля, чемпион мира, многократный призёр чемпионатов Европы.

### Спортивные результаты
- Чемпион мира (2010).
- Серебряный призёр чемпионата Европы (2012), бронзовый призёр чемпионатов Европы (2010, 2017).
- Выступал на Олимпийских играх 2016 года в Рио-де-Жанейро (8 место).
- Победитель Международного турнира «Дан Колов[болг.]» (2006, 2012). Награждён золотым поясом «Дан Колов» как лучший болгарский борец (2006, 2012)[3].
- Чемпион мира среди юношей (2005).

## Видео
- Чемпионат мира 2010, вольная борьба, до 84 кг, финал: Михаил Ганев (Болгария) - Заурбек Сохиев (Узбекистан)